# كلية العمارة الجامعة
كلية العمارة الجامعة أول جامعة اهلية في محافظة ميسان تقدم خدمات تدريسية معترف بها من قبل وزارة التعليم العالي والبحث العلمي

## أقسام الكلية[2]
- قسم هندسة النفط
- قسم هندسة تقنيات ميكانيك القوى
- قسم هندسة تقنيات الاجهزة الطبية
- قسم تقنيات صناعة الاسنان
- قسم القانون
- قسم المحاسبة
- قسم هندسة تقنيات القدرة الكهربائية

## نبذة عن كلية العمارة الجامعة
أسست الكلية سنة 2017 ربطاً بقرار مجلس الوزراء المرقم (358) لسنة 2017 حيث قرر مجلس الوزراء بجلسة 42 الاعتيادية المنعقدة بتاريخ 2017/10/31 الموافقة على منح اجازة التأسيس للكلية.
قرر مجلس الوزراء منح كلية العمارة للعلوم الإنسانية الاهلية في محافظة ميسان إجازة تأسيس استناداً إلى احكام المادة (4/البند اولاً) من قانون التعليم العالي الأهلي رقم (25) لسنة 2016.

### الرؤية[3]
تسهم الكلية وبشكل جاد في بناء مسيرة التعليم العالي لتتكامل مع شقيقاتها الجامعات العراقية الأخرى وذلك من اجل بناء مجتمع متطور وتخريج جيل واع ومؤمن بالقيم العليا وبما يسهم في اشعاع نور العلم والمعرفة وأضاءه الدرب أمام طلبتنا الأعزاء الذين ينتظرون وطنهم ليسهموا في مسيرته ونهوضه وتطوره.

### الرسالة[3]
الكلية صرح علمي جديد مضاف إلى محافظة ميسان في نشر المعرفة وتهدف إلى النهوض بالجانب العلمي والعملي لأعداد كوادر علمية متخصصة لسد حاجة المشاريع الاقتصادية في البلد.

## الاهداف[3]
1. تطوير وتحسين جودة العمليات التعليمية والبحثية وخدمة المجتمع والتنمية المستدامة وتقويم اليات العمل من خلال تقارير المراجعة للإدارة العليا.
2. تعزيز مبادئ التحليل العلمي والتفكير الابداعي في إنتاج المعرفة وتطويرها ونشرها وتاهيل موارد بشرية متخصصة لتحقيق اهداف واحتياجات المجتمع
3. تنمية المهارات المعرفية والذهنية والإبتكارية عند الطلبة والتواصل معهم من خلال مزيج من الدراسات النظرية والتطبيقية التي تؤهلهم لإكاسبهم المعارف والتقنيات الضرورية والمهارات التطبيقية التي تحتاجها سوق العمل وذلك من خلال توفير مختبرات علمية وبحثية وحاسوبية متطورة، بالإضافة إلى تجهيز القاعات الدراسية بالتقنيات الحديثة.
4. فتح اقسام علمية وإنسانية وتطبيقية بما يخدم المجتمع.